# 가곡초등학교 (충북)
가곡초등학교는 대한민국 충청북도 단양군 가곡면 사평리에 있는 공립 초등학교다.

## 학교 연혁
- 1934년 6월 26일 가곡공립보통학교 개교 (설립인가 4월 1일)
- 1938년 4월 1일 가곡공립심상소학교로 개칭
- 1941년 4월 1일 가곡공립국민학교로 개칭
- 1982년 3월 10일 병설유치원 개원 (설립인가 3월 1일)
- 1996년 3월 1일 가곡초등학교로 교명 개칭
- 2009년 3월 1일 가곡초 · 중학교 통합 운영
- 2017년 3월 1일 중학교 폐교
- 2022년 1월 7일 초등 제85회 졸업 24명(총 3,094명) 유치원 제 40회 졸업생2명(총 484명)
- 2022년 3월 1일 가곡초등학교 제51대 교장 부임

## 참고 자료
- 가곡초등학교 - 한국교육학술정보원 학교알리미